# 篠﨑絵里子
篠﨑 絵里子（しのざき えりこ、1967年9月26日 - ）は、神奈川県出身の日本の脚本家。横浜国立大学教育学部音楽科卒業。

## 略歴
横浜国立大学教育学部音楽科を卒業後、三井住友海上で働く。しかし中学生の頃から物書きになりたいという思いがあり、2年間働いた後、脚本の学校へ通う。卒業後、昼ドラの脚本に携わり、脚本家として歩み始める。テレビドラマや映画に限らずアニメの脚本も手掛けている。
2009年、『Tomorrow〜陽はまたのぼる〜』で第17回橋田賞を受賞。
2024年、第120回ザテレビジョンドラマアカデミー賞 脚本賞を受賞。

## 作品

### テレビドラマ
- ドラマ30（MBS）
  - 婚姻関係（1994年3月27日 - 5月28日）第4週・7週
  - ドレミソラ（2002年7月29日 - 9月27日）全45話[6]
  - ショコラ（2003年5月26日 - 7月25日）第2週・4週・6週・8週
  - メモリー・オブ・ラブ（2004年12月6日 - 2月4日）第3週・4週・8週・9週
- いま、会いにゆきます（2005年7月3日 - 9月18日、TBS）第3話・5話・7話・9話
- クロサギ（2006年4月13日 - 6月23日、TBS）全11話
- 有閑倶楽部（2007年10月16日 - 12月18日、日本テレビ）第5話
- だいすき!!（2008年1月17日 - 3月20日、TBS）第1話
- Tomorrow〜陽はまたのぼる〜（2008年7月6日 - 9月7日、TBS）
- 東京少女（2008年、BS-i）
- カルピスドラマスペシャル（BS-i→BS-TBS）
  - 私の恋と父（2008年）
  - 水っぽかったカルピス（2009年）
- スマイル（2009年4月17日 - 6月26日、TBS）第10話・最終話
- 恋とオシャレと男のコ（2009年、BS-TBS）
- ヤマトナデシコ七変化（2010年1月15日 - 3月19日、TBS）
- 胡桃の部屋（2011年7月26日 - 8月30日、NHK総合）
- 24時間テレビドラマスペシャル・生きてるだけでなんくるないさ（2011年8月20日、日本テレビ）
- ステップファザー・ステップ（2012年1月13日 - 3月19日、TBS）[7]
- マグマ（2012年6月10日 - 7月8日、WOWOW）
- 眠れる森の熟女（2012年9月4日 - 10月30日、NHK総合）[8]
- 東野圭吾ミステリーズ・再生魔術の女（2012年、フジテレビ）
- 震える牛（2013年6月16日 - 7月14日、WOWOW）
- 花の鎖（2013年9月17日、フジテレビ）
- LINK（2013年10月6日 - 11月3日、WOWOW）
- 紙の月（2014年1月7日 - 2月4日、NHK総合）
- 血の轍（2014年1月19日 - 2月9日、WOWOW）
- 連続テレビ小説・まれ （2015年3月30日 - 9月26日、NHK）[9]
  - ザ・プレミアム ｢まれ〜また会おうスペシャル〜　後編　一子の恋〜洋一郎25年目の決断｣　(2015年10月31日、NHKBSプレミアム)
- ヒポクラテスの誓い（2016年10月2日 - 10月30日、WOWOW）[10]
- コピーフェイス〜消された私〜（2016年11月18日 - 12月23日、NHK総合）
- 楽園（2017年1月8日 - 2月12日、WOWOW）
- 花実のない森（2017年3月29日、テレビ東京）
- 犯罪症候群
  - 犯罪症候群 Season1（2017年4月8日 - 5月27日、東海テレビ）
  - 犯罪症候群 Season2（2017年6月11日 - 7月2日、WOWOW）
- THE GOOD WIFE / グッドワイフ（2019年1月13日 - 3月17日、TBS）
- 坂の途中の家（2019年4月27日 - 6月1日、WOWOW）
- トップリーグ（2019年10月5日 - 11月9日、WOWOW）
- 竜の道 二つの顔の復讐者（2020年7月28日 - 9月15日、カンテレ / フジテレビ）
- セイレーンの懺悔（2020年10月19日 - 11月8日、WOWOW）
- インフルエンス（2021年3月20日 - 4月17日、WOWOW）
- ソロモンの偽証（2021年10月3日 - 11月21日、WOWOW）
- クロサギ（2022年10月21日 - 12月23日、TBS）
- 湊かなえ「落日」（2023年9月10日 - 10月1日、WOWOW）
- アンメット ある脳外科医の日記（2024年4月15日 - 6月、カンテレ / フジテレビ）

### 配信ドラマ
- 恋愛バトルロワイヤル（2024年8月29日配信 、Netflix）

### 映画
- 映画 クロサギ（2008年3月8日、東宝）
- あしたのジョー（2011年2月11日、東宝）
- ガール（2012年5月26日、東宝）
- 人魚の眠る家（2018年11月16日、松竹）

### アニメ
- ちびまる子ちゃん（1999年 - 2009年、フジテレビ）
- リタとナントカ（2010年11月1日 - 12月3日、NHK Eテレ）

### 舞台
- ONE and ONLY 会えるよ…ほらね（2000年、ウッディシアター中目黒）
- KAAT神奈川芸術劇場プロデュース「ラビット・ホール」（2022年2月18日 - 3月6日、KAAT 神奈川芸術劇場 大スタジオ / 3月12日・13日、兵庫県立芸術文化センター 阪急 中ホール）[3]

### 小説
- 転がるマルモ（2008年、メディアファクトリー）ISBN 978-4840123280

## 出演
- ケータイ刑事 銭形命 第10話「美しき脚本家たち！～美脚連殺人事件」（2009年9月5日、BS-TBS）出演（本人役）